# Новосельское (Зеленоградский район)
Новосельское— посёлок в Зеленоградском районе Калининградской области. До 2016 года входил в состав Ковровского сельского поселения.

## Население
| 2002 | 2010 |
| ---- | ---- |
| 60   | ↘36  |

В 1910 году численность населения Виллькайма составляла 107 человек, в 1933 году — 307 человек, в 1939 году — 295 человек.

## История
Первое упоминание о населенном пункте относится к 1409 году, в 1540 году он назывался Вилькенн, позже, после 1540 года его название трансформировалось в Вилькайм. До 1946 года населенный пункт носил название Виллькайм.
Прежние названия на немецком языке:	Wilkenn um 1540, Wylkaym nach 1540, Wylkeim nach 1542, Wilkeim um 1820, Willkeim bis 1946.
В 1946 году Виллькайм был переименован в поселок Новосельское.